# Bretleben

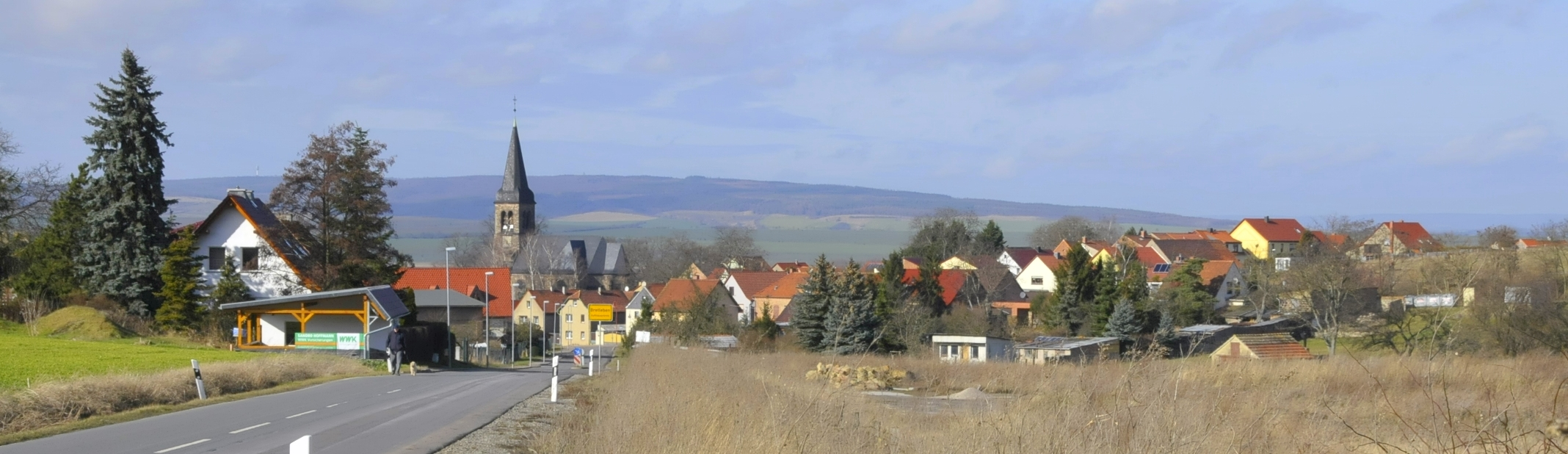
Ortsansicht

Bretleben ist Ortsteil der Stadt und Landgemeinde An der Schmücke im thüringischen Kyffhäuserkreis.

## Geografie
Bretleben liegt am rechten Ufer der Unstrut zwischen den Städten Heldrungen und Artern. Auf der Höhe von Bretleben fließt die Unstrut zwischen dem Kyffhäusergebirge und dem Höhenzug der Hohen Schrecke durch das sehr fruchtbare Tal der Diamantenen Aue und ändert die Richtung wenige Kilometer entfernt, von Südwesten kommend, nach Südosten.

## Geschichte
Zu Beginn des 9. Jahrhunderts wird Bretleben in einem Verzeichnis der Güter des vom Erzbischof Lullus († 786) von Mainz erbauten Klosters Hersfeld als Bretalaho urkundlich erwähnt. Am 13. Mai 1304 (in die Sancti Servacii) überließen die Vettern Friedrich und Friedrich von Heldrungen dem Domui fratrum Lazaritanum in Braunsroda die Kirchenpatronate in Brettla und Bernsdorf (wüst gefallen bei Reinsdorf). Am 21. März 1313 bestätigte Papst Clemens V. dem Kommendator und den Brüdern der Kommende Braunsroda, das ihnen von Friedrich Herr zu Heldrungen übertragene Patronatsrecht der Kirche St. Johannis zu Brethla. Im Mittelalter und der Frühen Neuzeit gehörte der meist als Bretla bezeichnete Ort zum Amt Heldrungen. Zum Ortsnamensbestandteil -leben siehe dort.
Am 1. Januar 2019 schlossen sich die Gemeinden Bretleben, Gorsleben, Hauteroda, Heldrungen, Hemleben und Oldisleben zur neuen Stadt und Landgemeinde An der Schmücke zusammen. Die Gemeinde Bretleben gehörte der Verwaltungsgemeinschaft An der Schmücke an.

### Einwohnerentwicklung
Entwicklung der Einwohnerzahl (31. Dezember):
| - 1994: 760 - 1995: 750 - 1996: 736 - 1997: 705 - 1998: 688 - 1999: 685 - 2000: 682 - 2001: 667 | - 2002: 661 - 2003: 657 - 2004: 651 - 2005: 634 - 2006: 642 - 2007: 621 - 2008: 605 - 2009: 593 | - 2010: 579 - 2011: 577 - 2012: 566 - 2013: 559 - 2014: 553 - 2015: 541 - 2016: 529 - 2017: 530 |

(Datenquelle: Thüringer Landesamt für Statistik)

## Verkehr
Bretleben liegt an der Bahnstrecke Sangerhausen–Erfurt. In Bretleben zweigt die seit Dezember 2006 ungenutzte und im September 2008 stillgelegte Kyffhäuserbahn nach Sondershausen ab. Die Bundesstraße 86 führt an Bretleben vorbei. Die Bundesautobahn 71 zwischen Sömmerda und Sangerhausen überquert zwischen Bretleben und Artern die Unstrut. Bretleben ist über die Anschlussstellen Heldrungen und Artern erreichbar.

## Kultur und Sehenswürdigkeiten
- Die evangelische St.-Johannes-Kirche ist eine kreuzförmige Saalkirche mit polygonal geschlossenem Chor und Westturm.[4] Sie wurde 1895–1897 nach Plänen der Architekten Hans Grisebach und Georg Dinklage in eklektizistischem Stil erbaut und besitzt eine Hausteinverblendung.[5] Im Inneren ist ein Rabitzgewölbe mit aufstuckiertem Gewölbesystem. Die ursprüngliche Neurenaissance-Ausstattung ist fast vollständig verloren.[6] Die Kirche wird derzeit (2014) innen restauriert.
- Heimatmuseum und Gasthaus „Ehrich’s Hof“